# Дорні Ромеро
Дорні Ромеро (ісп. Dorny Romero, нар. 24 січня 1998, Санта-Круз-дель-Сейбо) — домініканський футболіст, нападник болівійського клубу «Олвейс Реді» та національної збірної Домініканської Республіки.

## Клубна кар'єра
У дорослому футболі дебютував 2017 року виступами за команду «Дельфінес дель Есте». Своєю грою за цю команду привернув увагу представників тренерського штабу клубу «Сібао», до складу якого приєднався 2017 року. Відіграв за команду із Сантьяго-де-лос-Трейнта-Кабальєрос наступні три з половиною сезони своєї ігрової кар'єри.
4 вересня 2020 року уклав дворічний контракт з мексиканським клубом «Венадос», у складі якого провів наступний рік своєї кар'єри гравця.
З липня 2021 року один сезон захищав кольори боснійського клубу «Реал Санта-Крус». Більшість часу, проведеного у складі «Реал Санта-Крус», був основним гравцем атакувальної ланки команди. У складі «Реал Санта-Крус» був одним з головних бомбардирів команди, забивши у сезоні 2022 року 16 голів у 34 іграх чемпіонату.
На початку 2023 року приєднався до складу клубу «Олвейс Реді» з Альту-Пата, з якою за підсумком сезону 2023 року став найкращим бомбардиром чемпіонату Болівії, забивши 25 голів у 32 іграх.

## Виступи за збірну
16 лютого 2019 року дебютував в офіційних матчах у складі національної збірної Домініканської Республіки в товариській грі проти Гваделупи (1:0)
| Дата       | Місто                              | Господарі                | Результат | Гості                    | Турнір                                        | Голи | Примітки |
| ---------- | ---------------------------------- | ------------------------ | --------- | ------------------------ | --------------------------------------------- | ---- | -------- |
| 17-2-2019  | Сантьяго-де-лос-Трейнта-Кабальєрос | Домініканська Республіка | 1 – 0     | Гваделупа                | товариський матч                              | -    | 58'      |
| 15-8-2019  | Сантьяго-де-лос-Трейнта-Кабальєрос | Домініканська Республіка | 0 – 0     | Гватемала                | товариський матч                              | -    | 79'      |
| 7-9-2019   | Лукаут                             | Монтсеррат               | 2 – 1     | Домініканська Республіка | Ліга націй КОНКАКАФ 2019-2020 - Груповий етап | -    | 74'      |
| 11-9-2019  | Санто-Домінго                      | Домініканська Республіка | 1 – 0     | Сальвадор                | Ліга націй КОНКАКАФ 2019-2020 - Груповий етап | -    |          |
| 13-10-2019 | Санто-Домінго                      | Домініканська Республіка | 3 – 0     | Сент-Люсія               | Ліга націй КОНКАКАФ 2019-2020 - Груповий етап | 1    |          |
| 15-10-2019 | Санто-Домінго                      | Домініканська Республіка | 0 – 0     | Монтсеррат               | Ліга націй КОНКАКАФ 2019-2020 - Груповий етап | -    | 76'      |
| 17-11-2019 | Грос-Айлет                         | Сент-Люсія               | 1 – 0     | Домініканська Республіка | Ліга націй КОНКАКАФ 2019-2020 - Груповий етап | -    |          |
| 19-11-2019 | Сан-Сальвадор                      | Сальвадор                | 2 – 0     | Домініканська Республіка | Ліга націй КОНКАКАФ 2019-2020 - Груповий етап | -    |          |
| 19-1-2021  | Санто-Домінго                      | Домініканська Республіка | 0 – 1     | Пуерто-Рико              | товариський матч                              | -    |          |
| 25-1-2021  | Санто-Домінго                      | Домініканська Республіка | 0 – 0     | Сербія                   | товариський матч                              | -    | 29' 68'  |
| 27-3-2021  | Форт-Лодердейл                     | Ангілья                  | 0 – 6     | Домініканська Республіка | Відбір до ЧС 2022                             | 2    |          |
| 5-6-2021   | Санто-Домінго                      | Домініканська Республіка | 1 – 1     | Барбадос                 | Відбір до ЧС 2022                             | -    | 82'      |
| 9-6-2021   | Панама                             | Панама                   | 3 – 0     | Домініканська Республіка | Відбір до ЧС 2022                             | -    | 46'      |
| 3-6-2022   | Бельмопан                          | Беліз                    | 0 – 2     | Домініканська Республіка | Ліга націй КОНКАКАФ 2022-2023 - Груповий етап | 1    | 81'      |
| 5-6-2022   | Санто-Домінго                      | Домініканська Республіка | 2 – 3     | Французька Гвіана        | Ліга націй КОНКАКАФ 2022-2023 - Груповий етап | 1    | 67'      |
| 11-6-2022  | Санто-Домінго                      | Домініканська Республіка | 1 – 1     | Гватемала                | Ліга націй КОНКАКАФ 2022-2023 - Груповий етап | -    | 46'      |
| 14-6-2022  | Гватемала                          | Гватемала                | 2 – 0     | Домініканська Республіка | Ліга націй КОНКАКАФ 2022-2023 - Груповий етап | -    | 27'      |
| 16-11-2022 | Сантьяго-де-лос-Трейнта-Кабальєрос | Домініканська Республіка | 2 – 4     | Куба                     | товариський матч                              | -    | 77'      |
| 23-3-2023  | Ремір-Монжолі                      | Французька Гвіана        | 1 – 1     | Домініканська Республіка | Ліга націй КОНКАКАФ 2022-2023 - 1-й етап      | -    |          |
| 28-3-2023  | Сан-Кристобаль                     | Домініканська Республіка | 2 – 0     | Беліз                    | Ліга націй КОНКАКАФ 2022-2023 - 1-й етап      | -    | 90'      |
| 16-6-2023  | Вінья-дель-Мар                     | Чилі                     | 5 – 0     | Домініканська Республіка | товариський матч                              | -    |          |
| 9-9-2023   | Сан-Кристобаль                     | Домініканська Республіка | 0 – 2     | Нікарагуа                | Ліга націй КОНКАКАФ 2023-2024 - 1-й етап      | -    |          |
| 12-9-2023  | Санто-Домінго                      | Домініканська Республіка | 3 – 0     | Монтсеррат               | Ліга націй КОНКАКАФ 2023-2024 - 1-й етап      | 2    |          |
| 14-10-2023 | Сент-Майкл                         | Барбадос                 | 0 – 5     | Домініканська Республіка | Ліга націй КОНКАКАФ 2023-2024 - 1-й етап      | 1    |          |
| 17-10-2023 | Санто-Домінго                      | Домініканська Республіка | 5 – 2     | Барбадос                 | Ліга націй КОНКАКАФ 2023-2024 - 1-й етап      | 3    |          |
| Усього     |                                    | Матчів                   | 25        |                          | Голів                                         | 11   |          |

## Титули і досягнення
- Володар Кубка Казахстану (1):

«Актобе»: 2024